# 小行星2716
小行星2716（2716 Tuulikki）是一颗围绕太阳公转的小行星。1939年10月7日，爾約·維薩拉在图尔库发现了此天体。
該小行星以芬蘭神話的森林女神圖莉基（Tuulikki）命名。
这颗小行星的绝对星等为164.21026等。